# Heinrich Hollreiser
Heinrich Hollreiser (24 juin 1913 - 24 juillet 2006)  est un chef d'orchestre allemand. 

## Biographie
Né à Munich, il y a suivi les cours de l'Académie d'État de musique, avant de devenir successivement le chef d'orchestre des opéras de Wiesbaden, Darmstadt, Mannheim, et Duisburg. Entre 1942 et 1945, il a été le chef d'orchestre principal de l'Opéra d'État de Bavière, tout en étant le directeur musical de l'Opéra de Düsseldorf. 
De 1945 à 1951, il a dirigé des concerts de l'orchestre philharmonique de Berlin et de celui de Bamberg, ainsi que pour les orchestres symphoniques de la radio de Frankfort, de Hambourg et de Cologne. Il a aussi été invité comme chef d'orchestre à Madrid et Barcelone. Après 1951, il est devenu cherf d'orchestre principal de l'Opéra d'État de Vienne, où il a dirigé la première autrichienne du Rake's Progress de Stravinsky. 

## Source
- (en) Cet article est partiellement ou en totalité issu de l’article de Wikipédia en anglais intitulé « Heinrich Hollreiser » (voir la liste des auteurs).